# Marcel Lemaire
Marcel Lemaire est un homme politique français, né le 7 mai 1906 à Saint-Thierry (Marne) et décédé le 15 novembre 1985 à Reims (Marne).

## Biographie
Marcel Louis Arnould Joseph Lemaire est né à Saint-Thierry (Marne) le 7 mai 1906, mort à Reims, le 15 novembre 1985. Il fait ses études secondaires au lycée de Reims. Il exerce le métier d’exploitant agricole. Il épouse Thérèse Marie Angèle Forest. Il repose à Saint-Thierry.

## Détail des fonctions et des mandats
- Maire de Saint-Thierry de 1945 à 1985.
- Président de la Société d’horticulture de 1’Arrondissement de Reims de 1970 à 1985.
- Fondateur, avec Roger Menu, en 1952, il fut premier président de l’Union amicale des maires de la Marne.
- Président de la Chambre d’agriculture de la marne pendant 16 ans.
- Président de la Caisse locale du Crédit agricole pendant 15 ans.
- Président de la S.A.F.E.R. pendant 15 ans.
- Président de la Société des Courses.
- Président de la Fédération départementale des Syndicats d’Exploitants agricoles, dont il fut le cofondateur en 1946.
- Mandats parlementaires
  - 7 novembre 1948 - 26 avril 1959 : Sénateur de la Marne
  - 26 avril 1959 - 2 octobre 1983 : Sénateur de la Marne

## Décorations
- Chevalier de la Légion d’honneur
- Chevalier du Mérite Agricole